# 庫羅夫斯科耶
庫羅夫斯科耶（俄语：Куровско́е）是俄羅斯莫斯科州東南部的一個城市。位於莫斯科東南92公里。2002年人口19,507人。
16世紀首見於文獻，時稱 ，1646年改稱。1952年建市並改用現名。